# Contagion financière
RrLa contagion financière est la transmission de perturbations dans les marchés financiers entre les agents économiques (notamment les banques, les intermédiaires financiers, les fonds d'investissement, etc.). Cette contagion se reflète par un processus d'entraînement entre des agents économiques ou entre des actifs financiers : la chute des prix de certains actifs entraîne la chute des prix d'autres actifs, ou la faillite d'une banque entraîne d'autres dans sa chute.

## Concept
La contagion financière est un phénomène d'entraînement, à la hausse ou à la baisse, par lequel l'évolution de la valeur d'un actif ou d'un groupe d'actifs, ou d'une entreprise ou d'un groupe d'entreprises, provoque une évolution similaire d'autres actifs ou d'autres entreprises. La contagion est liée à l'interrelation entre les agents économiques dans le secteur financier. Si une contagion peut, stricto sensu, être à la hausse, le terme est la plupart du temps employé à la baisse.
L'effet de contagion crée un rapport de causalité. En cela, il est proche d'un effet domino. Un changement unique peut provoquer des réactions en chaîne et ainsi une propagation rapide, parfois jusqu'à avoir un effet sur tout le système. Ainsi, la crise des subprimes a un effet sur tout le système financier américain, alors que les subprimes ne représentent que 4 % du marché de l'emprunt hypothécaire américain. La contagion augmente la corrélation entre la variation d'un actif ou d'un groupe d'actifs avec d'autres actifs.

## Vérification empirique
La question de la contagion financière a fait l'objet de beaucoup d'articles académiques et institutionnels. Dans un article de 2012, Brière et al. montrent, en étudiant seize crises financières entre 1978 et 2010, que la contagion est le résultat d'interdépendances causées par la mondialisation.